# Euphorbia mitchelliana
Euphorbia mitchelliana är en törelväxtart som beskrevs av Pierre Edmond Boissier. Euphorbia mitchelliana ingår i släktet törlar, och familjen törelväxter. Inga underarter finns listade i Catalogue of Life.